# Flatoides lichenosa
Flatoides lichenosa är en insektsart som först beskrevs av Melichar 1902.  Flatoides lichenosa ingår i släktet Flatoides och familjen Flatidae. Inga underarter finns listade i Catalogue of Life.